# Florentia San Gimignano SSD

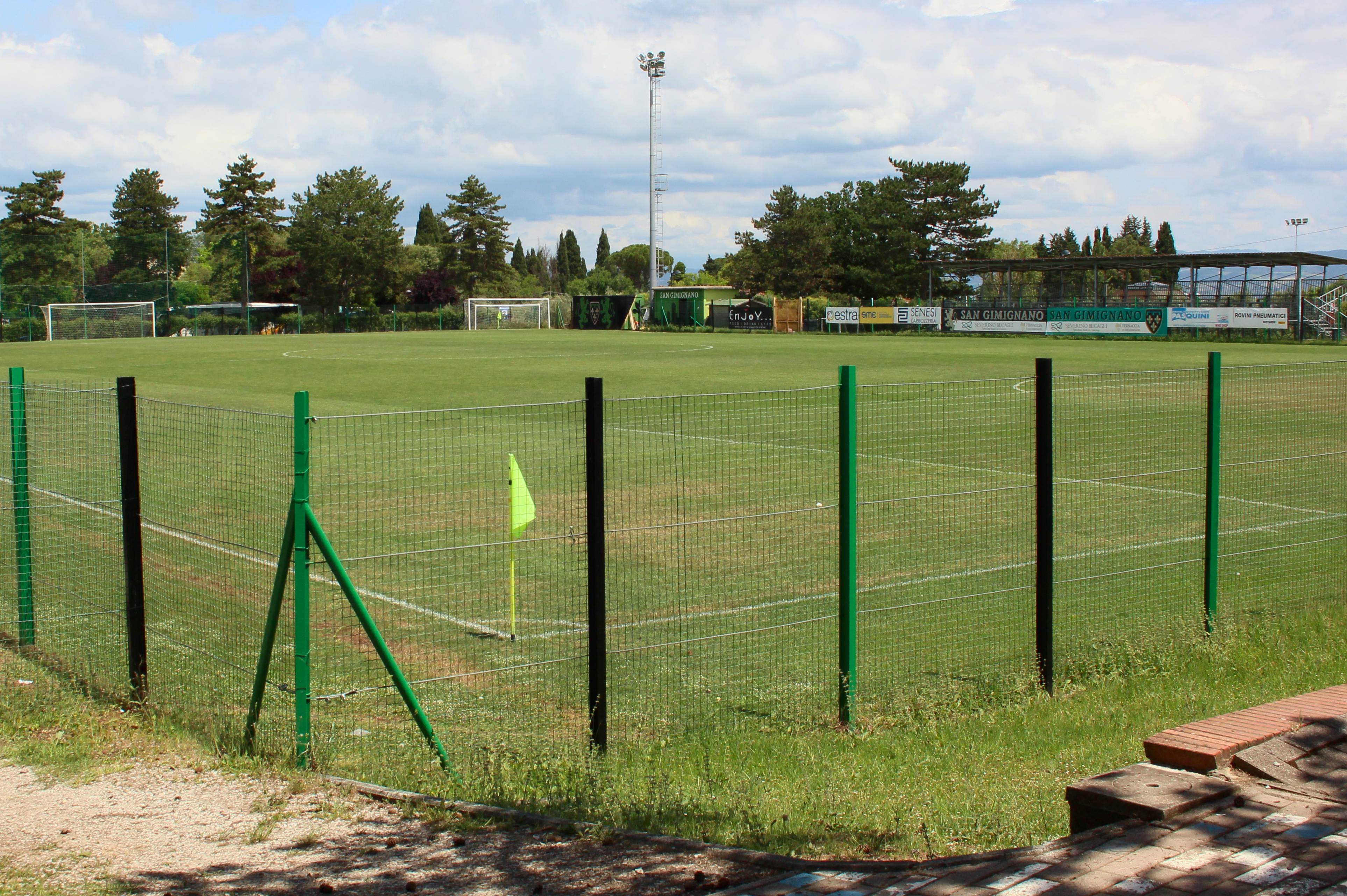
Heimspielstätte Stadio Santa Lucia

Die Florentia San Gimignano Società Sportiva Dilettantistica ist ein Frauenfußballverein aus der italienischen Kleinstadt San Gimignano in der Toskana. Der Klub wurde 2015 gegründet und trägt seine Heimspiele im Stadio Santa Lucia im Ortsteil Santa Lucia aus.

## Geschichte
Der Verein wurde am 4. Oktober 2015 als Calcio Femminile Florentia gegründet. In der ersten Saison wurde der Verein der vierthöchsten Spielklasse Serie D zugeordnet und erreichte hier den ersten Platz, der zum sofortigen Aufstieg führte. In der darauffolgenden Saison 2016/17 der Serie C erreichte die Spielerinnen ebenfalls den ersten Platz und stiegen in die Serie B auf.
Die Saison 2017/18 spielte Florentia San Gimignano erstmals in der zweithöchsten Spielklasse Serie B (Girone A) und stieg ungeschlagen auf. Das Aufstiegsspiel gegen CF Roma gewann der Verein am 19. Mai 2018 auf neutralem Platz in Città Sant’Angelo mit 3:0. Die erste Saison in der höchsten italienischen Spielklasse im Frauenfußball, der Serie A 2018/19, beendete der Aufsteiger auf dem 7. Platz. 2019 wurde der Name in Florentia San Gimignano Società Sportiva Dilettantistica geändert, die Vereinsfarben änderten sich von Rot-Weiss zu Grün-Schwarz. Die durch die COVID-19-Pandemie in Italien abgebrochene Saison 2019/20 wurde auf dem 5. Platz beendet, im Jahr danach erreichte das Team den 7. Platz von 12 Teams. Zur Saison 2021/22 übernahm Sampdoria Genua die Lizenz für die Serie A, Florentia San Gimignano spielt seitdem im lokalen Amateurbereich.

## Erfolge
- Aufstieg in die Serie A Femminile (2018)
- Pokalwettbewerbe: Coppa Toscana femminile (2016, 2017)

## Bekannte Spielerinnen
- Tamar Dongus (2018–2021)
- Giulia Domenichetti (2018–2019)
- Jenny Hjohlman (2017–2019)
- Chiara Marchitelli (2018–2019)
- Stephanie Roche (2019–2020)
- Katja Schroffenegger (2019–2020)
- Seraina Friedli (2020–2021)